# Clive Rowlands
Clive Rowlands (ur. 14 maja 1938 w Cwmtwrch, zm. 29 lipca 2023 w Swansea) – walijski rugbysta i trener, czternastokrotny reprezentant Walii. Selekcjoner reprezentacji Walii w latach 1968–1974.

## Kariera reprezentacyjna
Clive Rowlands wystąpił w reprezentacji Walii czternaście razy, zdobywając 3 punkty za jeden drop gol (w meczu przeciwko Szkocji 2 lutego 1963). Zadebiutował w meczu z Anglią 19 stycznia 1963 w Cardiff. Pierwsze reprezentacyjne zwycięstwo odniósł 2 lutego 1963 w meczu ze Szkocją podczas Pucharu Pięciu Narodów. Ostatni mecz w reprezentacji zagrał 27 marca 1965 przeciwko Francji.

## Kariera trenerska
Clive Rowlands został wybrany w 1968 na selekcjonera reprezentacji Walii w rugby union. Reprezentacja pod jego wodzą wygrała osiemnaście testmeczów, cztery zremisowała oraz siedem przegrała.